# یخ‌کش
یخکش، روستایی است از توابع بخش یانه‌سر شهرستان بهشهر در استان مازندران ایران.

## جمعیت
این روستا در دهستان عشرستاق قرار دارد و براساس سرشماری مرکز آمار ایران در سال ۱۳۸۵، جمعیت آن ۶۵۸ نفر (۱۵۴خانوار) بوده‌است. مردم یخکش از قومیت طبری هستند. مردم یخکش به زبان طبری (مازندرانی) سخن می‌گویند.